# Regnéville-sur-Mer
Cet article possède des paronymes, voir Regnévelle, Regnauville et Reigneville-Bocage.
Ne doit pas être confondu avec Regnéville-sur-Meuse.
Regnéville-sur-Mer est une commune française, située dans le département de la Manche en région Normandie, peuplée de 731 habitants.

## Géographie
Regnéville-sur-Mer est situé à 10 km au sud-ouest de Coutances, au bord du havre de la Sienne, en face de la pointe d'Agon. La commune est composée de trois anciennes communes : Regnéville, Grimouville et Urville, et de plusieurs hameaux.
| Estuaire de la Sienne (Manche) | Estuaire de la Sienne (Manche) | Estuaire de la Sienne (Manche)              |
| Estuaire de la Sienne (Manche) | Regnéville-sur-Mer             | Orval sur Sienne (comm. dél. de Montchaton) |
| Estuaire de la Sienne (Manche) | Montmartin-sur-Mer             | Montmartin-sur-Mer                          |

### Hydrographie
La commune est située dans le bassin Seine-Normandie. Elle n'est drainée par aucun cours d'eau,.

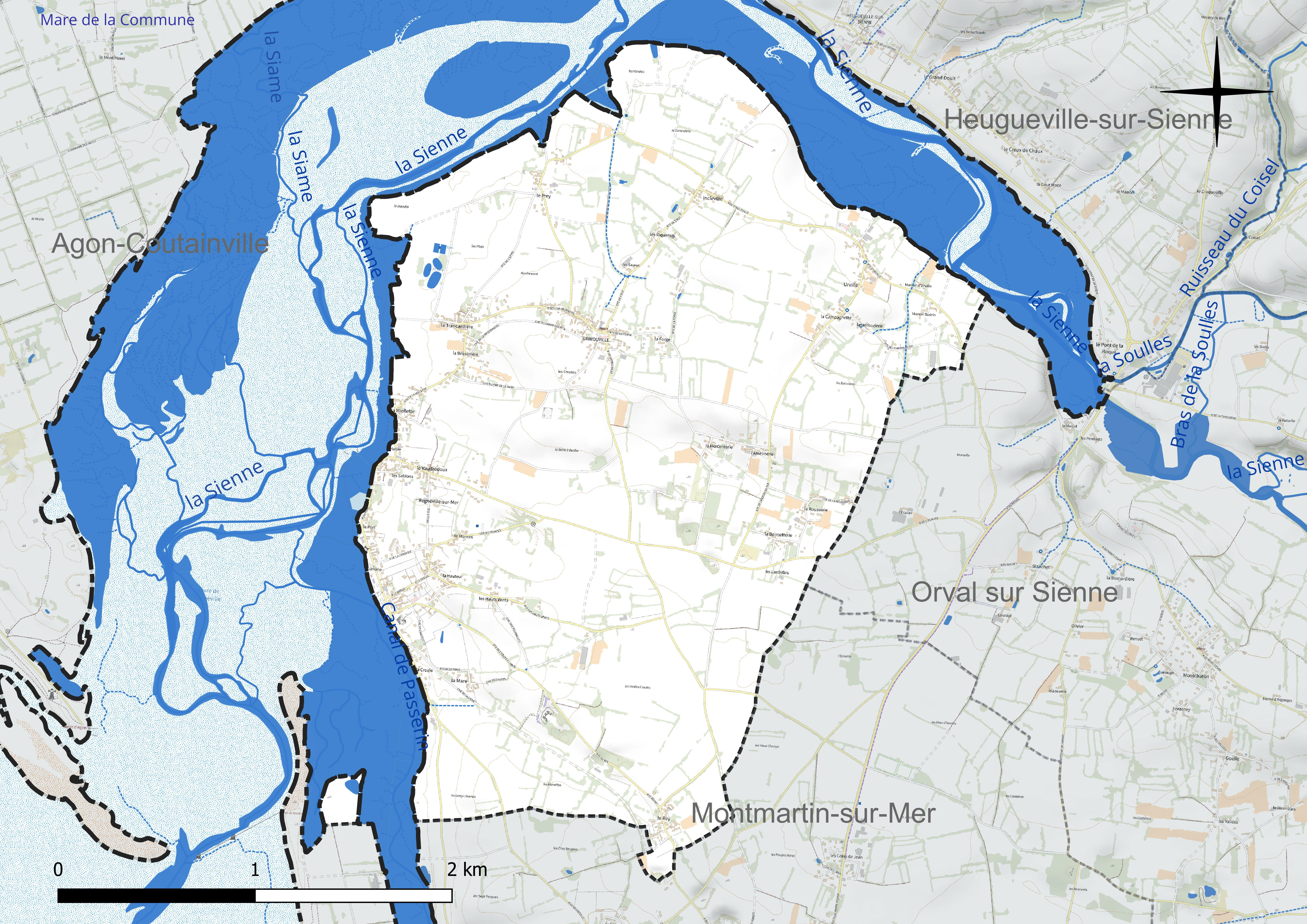
Réseau hydrographique de Regnéville-sur-Mer.

### Climat
Pour des articles plus généraux, voir Climat de la Normandie et Climat de la Manche.
En 2010, le climat de la commune est de type climat océanique franc, selon une étude du CNRS s'appuyant sur une série de données couvrant la période 1971-2000. En 2020, Météo-France publie une typologie des climats de la France métropolitaine dans laquelle la commune est exposée à un climat océanique et est dans la région climatique  Normandie (Cotentin, Orne), caractérisée par une pluviométrie relativement élevée (850 mm/a) et un été frais (15,5 °C) et venté. Parallèlement le GIEC normand, un groupe régional d’experts sur le climat, différencie quant à lui, dans une étude de 2020, trois grands types de climats pour la région Normandie, nuancés à une échelle plus fine par les facteurs géographiques locaux. La commune est, selon ce zonage, exposée à un « climat maritime », correspondant au Cotentin et à l'ouest du département de la Manche, frais, humide et pluvieux, où les contrastes pluviométrique et thermique sont parfois très prononcés en quelques kilomètres quand le relief est marqué.
Pour la période 1971-2000, la température annuelle moyenne est de 11,1 °C, avec une amplitude thermique annuelle de 11,2 °C. Le cumul annuel moyen de précipitations est de 958 mm, avec 13,5 jours de précipitations en janvier et 8,5 jours en juillet. Pour la période 1991-2020, la température moyenne annuelle observée sur la station météorologique la plus proche, située sur la commune de Coutances à 8 km à vol d'oiseau, est de 11,7 °C et le cumul annuel moyen de précipitations est de 1 092,8 mm,. Pour l'avenir, les paramètres climatiques de la commune estimés pour 2050 selon différents scénarios d’émission de gaz à effet de serre sont consultables sur un site dédié publié par Météo-France en novembre 2022.

## Urbanisme

### Typologie
Au 1er janvier 2024, Regnéville-sur-Mer est catégorisée commune rurale à habitat dispersé, selon la nouvelle grille communale de densité à sept niveaux définie par l'Insee en 2022.
Elle est située hors unité urbaine. Par ailleurs la commune fait partie de l'aire d'attraction de Coutances, dont elle est une commune de la couronne,. Cette aire, qui regroupe 37 communes, est catégorisée dans les aires de moins de 50 000 habitants,.
La commune, bordée par la Manche, est également une commune littorale au sens de la loi du 3 janvier 1986, dite loi littoral. Des dispositions spécifiques d’urbanisme s’y appliquent dès lors afin de préserver les espaces naturels, les sites, les paysages et l’équilibre écologique du littoral, tel le principe d'inconstructibilité, en dehors des espaces urbanisés, sur la bande littorale des 100 mètres, ou plus si le plan local d’urbanisme le prévoit.

### Occupation des sols
L'occupation des sols de la commune, telle qu'elle ressort de la base de données européenne d’occupation biophysique des sols Corine Land Cover (CLC), est marquée par l'importance des territoires agricoles (91,3 % en 2018), une proportion identique à celle de 1990 (91,3 %). La répartition détaillée en 2018 est la suivante : terres arables (33,2 %), prairies (29,7 %), zones agricoles hétérogènes (28,4 %), zones urbanisées (8 %), zones humides côtières (0,7 %). L'évolution de l’occupation des sols de la commune et de ses infrastructures peut être observée sur les différentes représentations cartographiques du territoire : la carte de Cassini (XVIIIe siècle), la carte d'état-major (1820-1866) et les cartes ou photos aériennes de l'IGN pour la période actuelle (1950 à aujourd'hui).

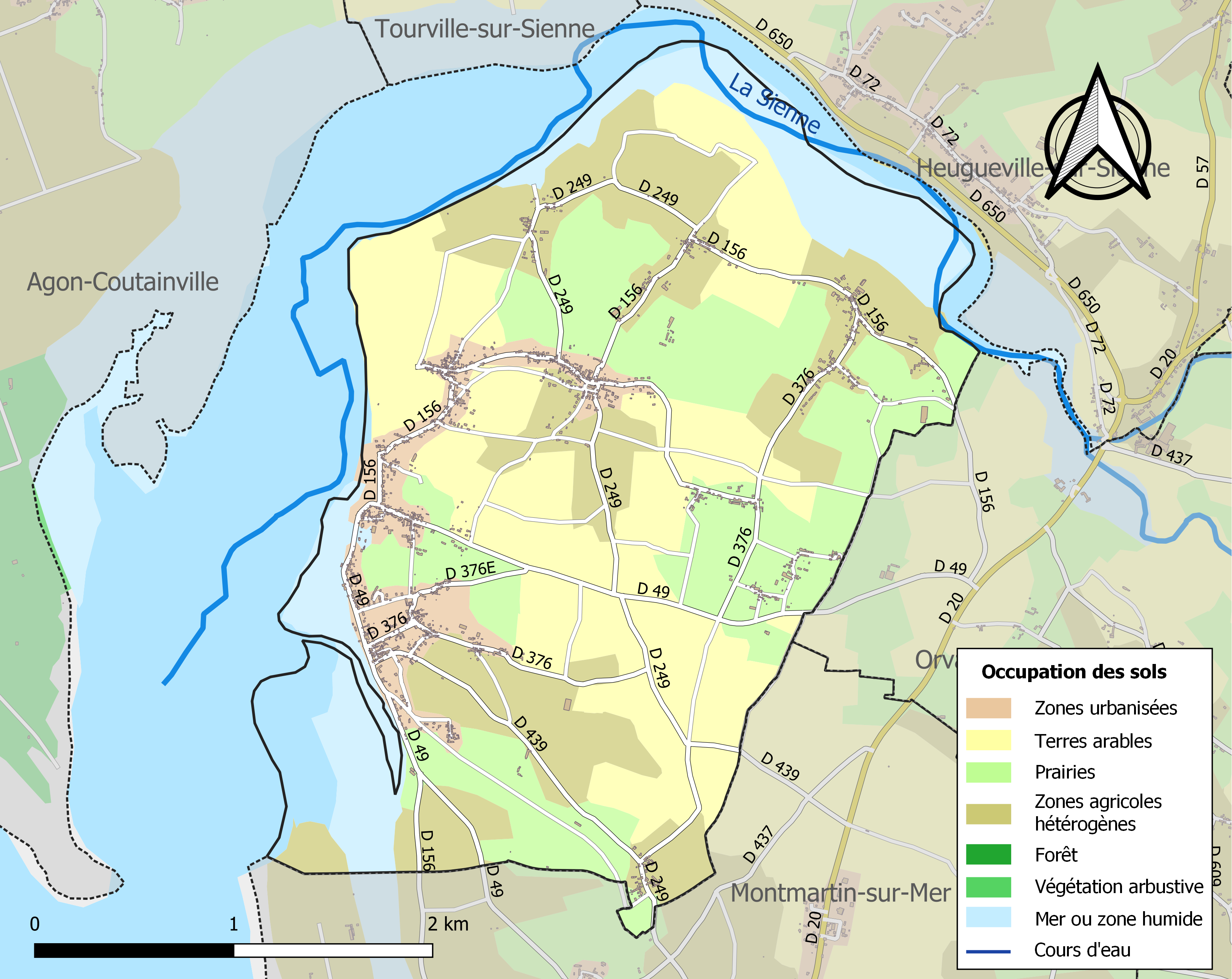
Carte des infrastructures et de l'occupation des sols de la commune en 2018 (CLC).

## Toponymie
Le nom de la localité est attesté sous les formes Reniervilla vers 1280 (Pouillé), Regnerii villa en 1320 (notes Delisle), Renirville en 1356 (A.N. P 1920/3),, Renervilla sans date.
Il s'agit d'une formation toponymique en -ville au sens ancien de « domaine rural ». Le premier élément Renié- représente un anthroponyme selon le cas général,.
L'élément Renié- peut s'expliquer par le nom de personne d'origine germanique continentale Ragenharius (comprendre Raginhari, Raginheri) > Rainheri > Rainier, Rénier, Régnier restés en usage comme prénoms ou patronymes, mais rare dans la toponymie régionale. Les toponymes ressemblants Regnéville-sur-Meuse ou Regniéville (Meurthe-et-Moselle, Rignieiville et Rigneville 1283) ont des formes anciennes un peu différentes de celles de cette commune, ce qui implique peut-être une étymologie différente. De sorte que le recours à l'anthroponyme vieux norrois Ragnarr est possible, d'autant plus vraisemblable que sa forme vieux danois est Regner.
Le gentilé est Regnévillais.

## Histoire
Le havre de Regnéville, à l'embouchure de la Sienne, où quelques objets romains ont été fortuitement découverts, pourrait être le lieu de débarquement ou d'échouages permettant l'approvisionnement de la civitas de Cosedia, notamment d'objets importés, comme des gobelets en céramique fine provenant du centre-est de la France, des amphores à vin produites en Italie ou en Gaule narbonnaise (aujourd'hui Languedoc et Provence) ou en Tarraconaise (côte nord-est de l'Espagne actuelle), et de la vaisselle de table en céramique sigillée d'Arezzo (Italie). Le havre est situé à peu de distance de la ville perchée sur son éperon rocheux, et la Soulles qui coule au pied de l'éperon et se jette dans le havre en aval serait une voie directe.
Regnéville d'abord domaine royal devint fief de l'abbaye de Hambye. Le village fut la possession de la famille Paynel.
Lors de l'occupation anglaise de la Normandie de 1419 à 1449, pendant la guerre de Cent Ans, Regnéville fut la capitale anglo-normande du Cotentin.
Le port, situé au bord du havre de la Sienne, fut au Moyen Âge, l'un des meilleurs mouillages de la côte ouest du Cotentin. Escale marchande d'importance en basse-Normandie, en raison de la proximité des grandes foires annuelles de Montmartin et celle d'Agon fondée en 1199 par Jean sans Terre, on construisit, dès le règne d'Henri Ier Beauclerc un château afin de protéger le port et contrôler son trafic. Le port restera actif jusqu'au XXe siècle grâce à l'importation de charbon du Pays de Galles afin d'alimenter les fours à chaux de la région.
Entre 1795 et 1800, Regnéville (333 habitants en 1793) absorbe Grimouville (898 habitants, au nord-est de son territoire) et Urville-près-la-Mer (528 habitants, à l'extrême-est).
La commune prend le nom de Regnéville-sur-Mer en 1956.

## Politique et administration
| Période                                  | Période    | Identité                | Étiquette | Qualité                         |
| ---------------------------------------- | ---------- | ----------------------- | --------- | ------------------------------- |
| 1977                                     | 1983       | René Gaslain            |           | Enseignant                      |
| 1983                                     | 1989       | Jean-Claude Énault      |           |                                 |
| 1989                                     | 2001       | Danielle Pasturel       |           |                                 |
| 2001                                     | 2004       | Marie-France L'Hermitte |           |                                 |
| 2004                                     | avril 2014 | Daniel Cariou           |           | Intendant de collège            |
| avril 2014                               | mai 2020   | Bernard Malherbe        |           | Responsable de réseaux retraité |
| mai 2020                                 | En cours   | Martial Salvi           | SE        | Cadre retraité                  |
| Les données manquantes sont à compléter. |            |                         |           |                                 |

Le conseil municipal est composé de quinze membres dont le maire et quatre adjoints.

## Démographie
L'évolution du nombre d'habitants est connue à travers les recensements de la population effectués dans la commune depuis 1793. Pour les communes de moins de 10 000 habitants, une enquête de recensement portant sur toute la population est réalisée tous les cinq ans, les populations de référence des années intermédiaires étant quant à elles estimées par interpolation ou extrapolation. Pour la commune, le premier recensement exhaustif entrant dans le cadre du nouveau dispositif a été réalisé en 2004.
En 2022, la commune comptait 731 habitants, en évolution de −0,27 % par rapport à 2016 (Manche : −0,31 %, France hors Mayotte : +2,11 %).
| 1793 | 1800  | 1806  | 1821  | 1831  | 1836  | 1841  | 1846  | 1851  |
| ---- | ----- | ----- | ----- | ----- | ----- | ----- | ----- | ----- |
| 333  | 1 815 | 1 894 | 1 831 | 1 825 | 1 857 | 1 873 | 1 925 | 1 974 |

| 1856  | 1861  | 1866  | 1872  | 1876  | 1881  | 1886  | 1891  | 1896  |
| ----- | ----- | ----- | ----- | ----- | ----- | ----- | ----- | ----- |
| 1 993 | 1 994 | 2 063 | 1 955 | 1 888 | 1 925 | 1 777 | 1 621 | 1 526 |

| 1901  | 1906  | 1911  | 1921  | 1926  | 1931  | 1936  | 1946  | 1954  |
| ----- | ----- | ----- | ----- | ----- | ----- | ----- | ----- | ----- |
| 1 527 | 1 512 | 1 437 | 1 122 | 1 079 | 1 039 | 1 000 | 1 204 | 1 040 |

| 1962 | 1968 | 1975 | 1982 | 1990 | 1999 | 2004 | 2006 | 2009 |
| ---- | ---- | ---- | ---- | ---- | ---- | ---- | ---- | ---- |
| 889  | 829  | 790  | 793  | 769  | 790  | 816  | 838  | 830  |

| 2014 | 2019 | 2022 | - | - | - | - | - | - |
| ---- | ---- | ---- | - | - | - | - | - | - |
| 753  | 741  | 731  | - | - | - | - | - | - |

## Lieux et monuments

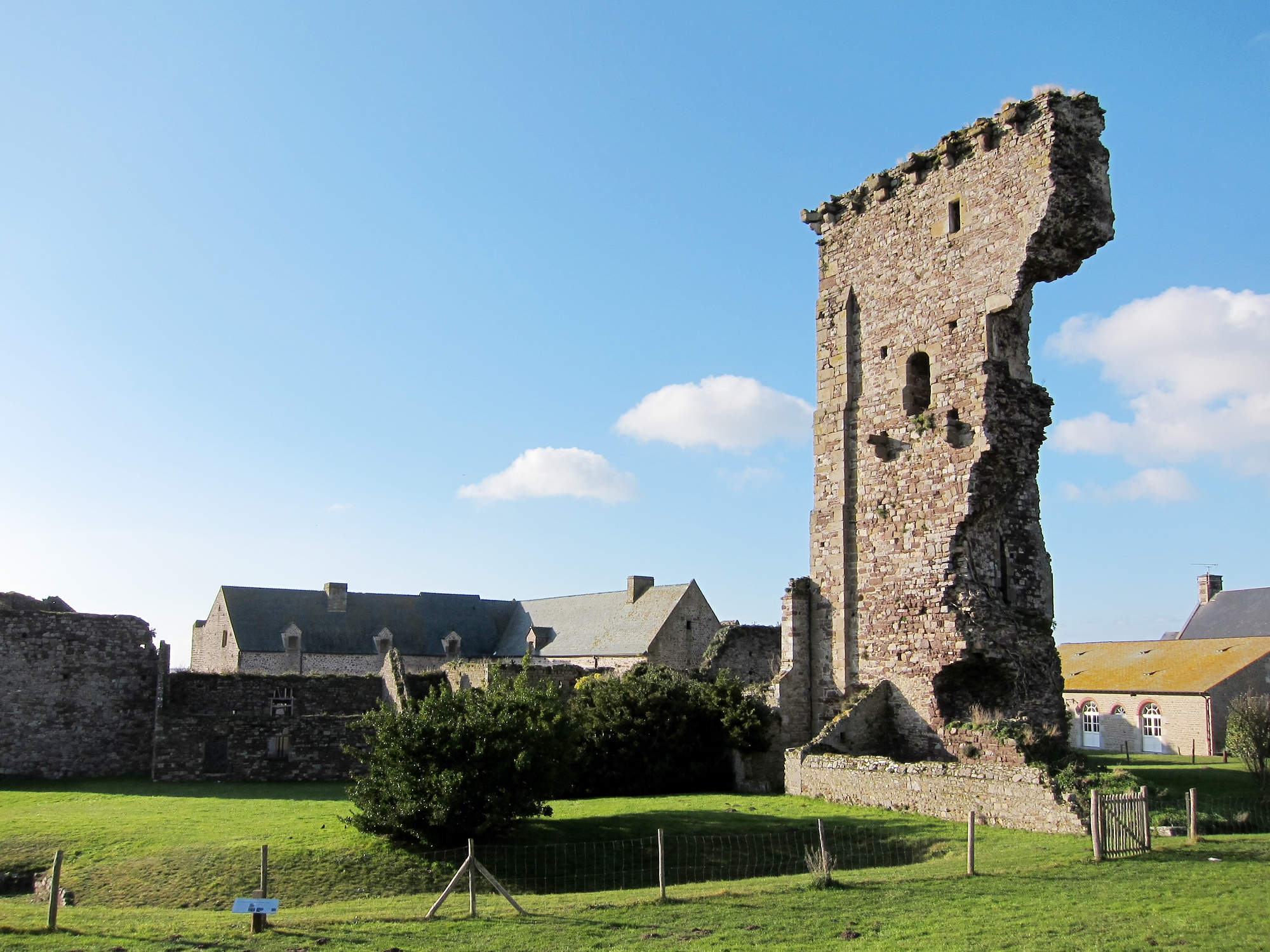
Le donjon du château.

### Le château médiéval de Regnéville
La construction du château de Regnéville daterait du XIe siècle avec un donjon du XIVe siècle. Renforcé au XIVe siècle lors de l'alliance des Navarrais et des Anglais, le château fut l'objet d'âpres batailles entre Français et Anglais pendant la guerre de Cent Ans. Il protégeait le port très actif.
Au XVIIe siècle (1637), Richelieu décide la destruction de la forteresse. Remplie de poudre, elle explose en projetant des débris à des lieues à la ronde.
L'ensemble des vestiges est inscrit et classé au titre des monuments historiques.

### Églises

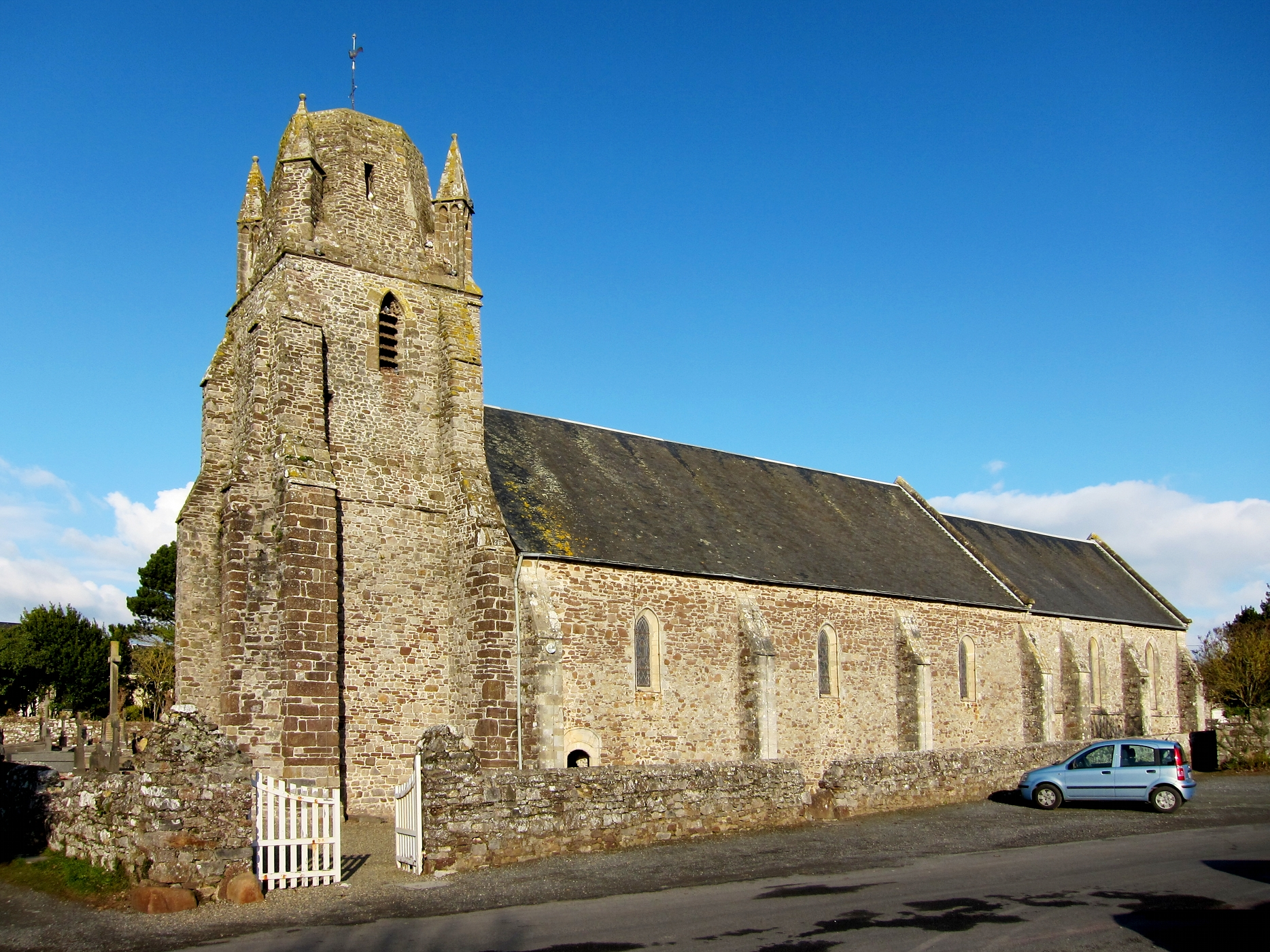
L'église Notre-Dame.

L'église Notre-Dame de Regnéville (XIIIe – XIVe siècles) d'origine romane, est dotée d'un clocher-tour massif, daté du XIIe siècle, classé monument historique depuis 1937. Elle abrite de nombreuses œuvres classées au titre objet aux monuments historiques dont un haut-relief la Passion du XVe, une Vierge à l'Enfant dite Vierge à la Rose du XIVe, une peinture murale du XIVe.
L'église romane Saint-Étienne de Grimouville (XIIe siècle) qui abrite un navire ex-voto à cinq mâts du XIXe et une statue de saint Marcouf classée au titre objet aux monuments historiques, l'église Sainte-Anne d'Urville avec une flèche en pierre du XVIIe – XVIIIe siècles qui abrite un bateau ex-voto du XIXe.

### Les fours à chaux du Rey, musée
Implanté sur l'exceptionnel ensemble des fours à chaux du Rey (XIXe siècle), le musée retrace l’histoire maritime et industrielle de Regnéville.
Les quatre fours à chaux et les vestiges de la bascule sont inscrits aux monuments historiques.

### Autres monuments inscrits
L'ancien lavoir et le manoir de Crux (XVIIe siècle) sont également inscrits.

### Le port

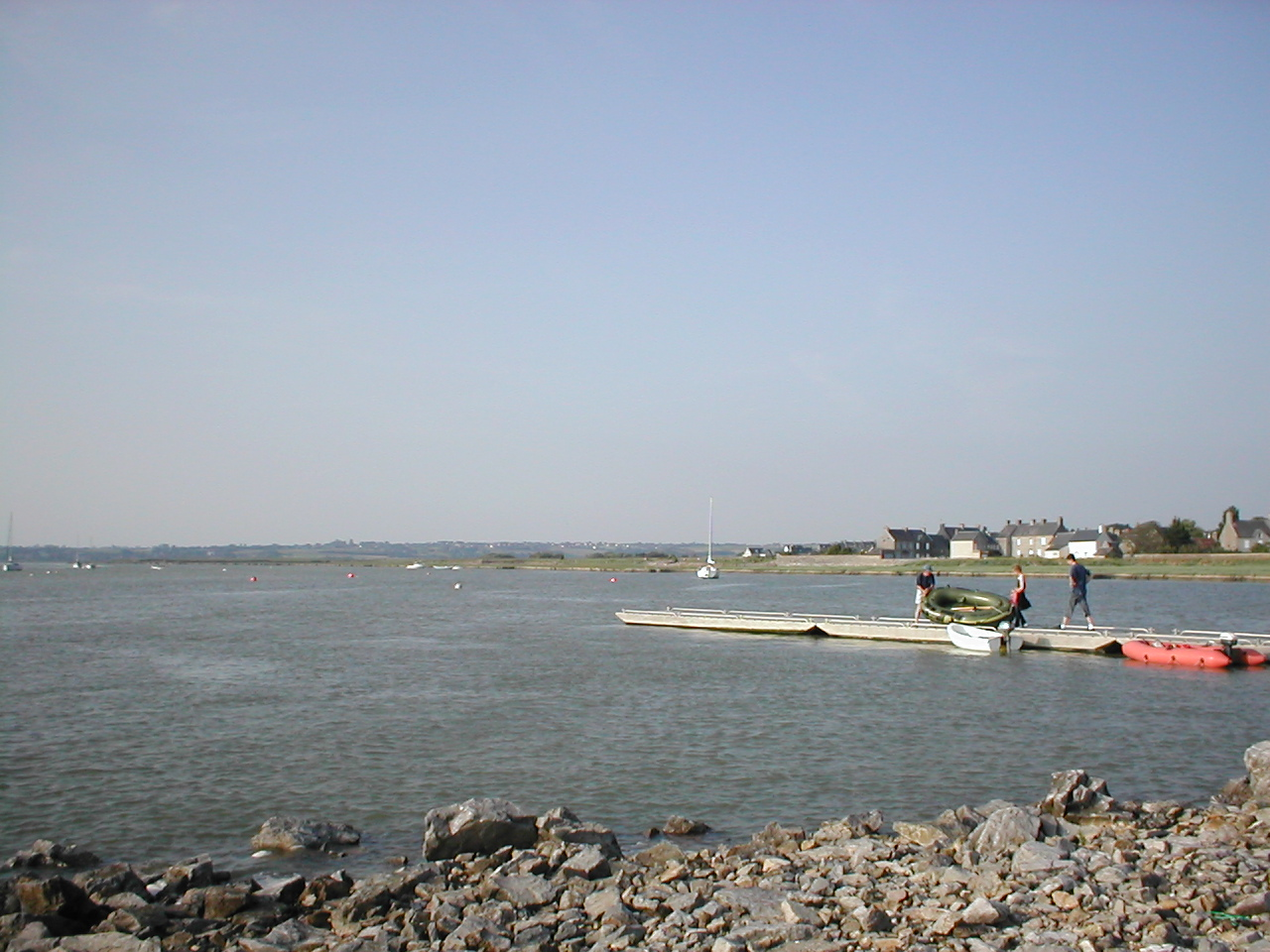
Le ponton.

Port d'échouage, mais souffrant aujourd'hui de l'ensablement de l'estuaire, le port de Regnéville fut autrefois actif avec le commerce de la chaux et la pêche des terre-neuvas. De nos jours, il est surtout utilisé pour la plaisance.

### Les prés salés
À l'image de ceux du mont Saint-Michel, les prés salés se développent à la suite de l'envasement de l'estuaire de la Sienne. Les moutons qui y broutent l'herbe ont une viande particulièrement bonne et font la réputation de l'agneau de pré-salé.

### La gare, les commerces
Le bâtiment de l'ancienne gare de Regnéville-sur-Mer terminus de la ligne de chemin de fer d'Orval-Hyenville à Regnéville-sur-Mer, déclassée en 1941, abrite aujourd'hui un bureau de poste et un petit café. 
Les quais et les anciennes voies constituent aujourd'hui le terrain de camping.
À proximité se trouvent différents commerces (bar, épicerie, hôtel, boulangerie, et restaurants).

## Personnalités liées à la commune
- Anthony Caillot (1908 - Regnéville-sur-Mer, 1994), évêque.
- Matthieu Pigasse, homme d'affaires, y a passé une partie de sa jeunesse. Sa famille y possède une maison[41].